# 無声両唇摩擦音
無声両唇摩擦音（むせい りょうしん まさつおん）は、子音のひとつである。両唇で調音される摩擦音で、国際音声記号では[ɸ]で表される。ロウソクの火を吹いて消したり、粥を吹いて冷ましたりなどをする時に発生する音。

## 特徴
- 気流の起こし手 - 肺臓気流機構によって生じる呼気。
- 発声 - 声帯の振動を伴わない無声音。
- 調音
  - 調音位置 - 上唇と下唇による両唇音。
  - 調音方法
    - 口腔内の気流 - 区別なし。
    - 調音器官の接近度 - 隙間を作って空気が通りにくくし、そこに気流を通すことで生じる摩擦音。
    - 口蓋帆の位置 - 口蓋帆を持ち上げて鼻腔への通路を塞いだ口音。

## 言語例
この音を音素としてもつ言語は現代では少ない。また f の音素を持つ言語の多くはこの音を音素として持たないことが多い。
- 日本語 - 現代日本語では、ファ行全段とハ行の「フ」をこの音で発音する。これらの文字の子音はローマ字表記においてFで転写されることが主流であるが、多くの日本語話者は外国語などの無声唇歯摩擦音 ([f]) もこの音で発音してしまうことがある。
一方で、逆に外国語の影響から、当該の発音を無声唇歯摩擦音 ([f]) で代用する話者もいる。
日本語の歴史上では、平安中期から江戸初期までは、ハ行の全段をこの音で発音していたが、ハ行転呼の現象により有声化し、両唇接近音[β̞]すなわちワ行の音に変化した。
- スペイン語 / アンダルシア方言 - v 、[h] の後ろに来る /b/ をこの音で発音する。
- トルクメン語 - f/ф
- マオリ語 - wh  （現代の話者は [f] と発音する場合もある）
- イテリメン語 - ф
- エウェ語 - ƒ
- ゲルマン祖語 - グリムの法則